# コロンバス (映画)
『コロンバス』（原題:Columbus）は2017年に公開されたアメリカ合衆国のドラマ映画である。監督はコゴナダ、主演はジョン・チョーが務めた。本作はコゴナダの長編映画監督デビュー作でもあり、小津安二郎監督の映画から大きな影響を受けた作品である。

## ストーリー
ジン・リーは長らく疎遠だった父親、ヨジョンを見舞うべく韓国からアメリカへ飛ぶことにした。建築学者のヨジョンは講演のためにインディアナ州のコロンバスを訪れていたが、突然倒れて意識不明になってしまったのである。到着から数日後、ジンは地元の図書館で働く若い女性（ケイシー）と知り合い、彼女に街の有名建築物を案内してもらえることになった。
素晴らしい建築を一緒に見て回る中で、2人は徐々にお互いのことを語り始めた。ジンは自分を蔑ろにして研究に没頭したヨジョンへの怒りを吐き出し、ケイシーの方は「建築家になりたいという夢はあるが、薬物依存から立ち直ろうとする母親を支えなければという思いの方が強い」と打ち明けた。それを聞いたジンは「君には君の人生がある。夢を追いかけるのを自分で邪魔してどうするのか」とケイシーにアドバイスした。
ある日の夜、2人が町を散策していると、ケイシーの母親がこっそりドラッグを吸っている姿が目に入った。大きなショックを受けたケイシーだったが、却って踏ん切りがつき、自分の夢を実現するべくコロンバスを離れることにした。ジムはケイシーとお別れのハグを交わし、彼女が人生の新たな一歩を踏み出すのを見送った。この一連の出来事を通して、いつの間にかジムの方にも心境の変化が生じていた。ヨジョンに対する怒りが和らぎ、ジムはもうしばらくの間その側にいようと思いなおすのだった。

## キャスト
- ジン・リー：ジョン・チョー
- ケイシー：ヘイリー・ルー・リチャードソン
- エレノア：パーカー・ポージー
- マリア：ミシェル・フォーブス
- ガブリエル：ロリー・カルキン
- エマ：エリン・アレグレッティ
- ヴァネッサ：シャニ・サルヤーズ・スタイルズ
- ヨジョン・リー：ジョセフ・アンソニー・フォロンダ

## 製作・音楽
本作の主要撮影は2016年7月31日にインディアナ州のコロンバスで始まり、同年8月20日に終了した。2017年11月3日、本作のサウンドトラックが発売された。

## 公開・興行収入
2017年1月22日、本作はサンダンス映画祭でプレミア上映された。6月25日、本作のオフィシャル・トレイラーが公開された。8月4日、本作は全米2館で限定公開され、公開初週末に2万6820ドル（1館当たり1万3410ドル）を稼ぎ出し、週末興行収入ランキング初登場49位となった。

## 評価

### 批評家からの評価
本作は批評家から絶賛されている。映画批評集積サイトのRotten Tomatoesには130件のレビューがあり、批評家支持率は97%、平均点は10点満点で8.3点となっている。サイト側による批評家の見解の要約は「『コロンバス』は緻密かつ芸術的に構成された作品であり、演技も実に素晴らしい。同作の結末が心温まる感動的なものになっているのは、込み入った愛情の描写と素晴らしい建築のそれのバランスが取れているお陰である」となっている。また、Metacriticには27件のレビューがあり、加重平均値は89/100となっている。

### 受賞・ノミネート一覧
| 賞                                 | 日付           | カテゴリ               | 対象                             | 結果       | 出典   |
| ---------------------------------- | -------------- | ---------------------- | -------------------------------- | ---------- | ------ |
| ゴッサム・インディペンデント映画賞 | 2017年11月27日 | 女優賞                 | ヘイリー・ルー・リチャードソン   | ノミネート | [ 11 ] |
| ゴッサム・インディペンデント映画賞 | 2017年11月27日 | ブレイクスルー監督賞   | コゴナダ                         | ノミネート | [ 11 ] |
| ゴッサム・インディペンデント映画賞 | 2017年11月27日 | 脚本賞                 | コゴナダ                         | ノミネート | [ 11 ] |
| ゴールデントマト賞                 | 2018年1月3日   | ドラマ映画賞           |                                  | 5位        | [ 12 ] |
| インディペンデント・スピリット賞   | 2018年3月3日   | 新人作品賞             |                                  | ノミネート | [ 13 ] |
| インディペンデント・スピリット賞   | 2018年3月3日   | 新人脚本賞             | コゴナダ                         | ノミネート | [ 13 ] |
| インディペンデント・スピリット賞   | 2018年3月3日   | 撮影賞                 | エリーシャ・クリスチャン         | ノミネート | [ 13 ] |
| インディペンデント・スピリット賞   | 2018年3月3日   | Piaget Producers Award | ジュリア・カルーゾ、キジン・キム | ノミネート | [ 13 ] |